# NHL Entry Draft 2024
L'Entry Draft NHL 2024 è stata la 62ª edizione del draft della National Hockey League (NHL). L'evento si è tenuto il 28 e 29 giugno 2024 presso la Sphere nella Las Vegas Valley.
Con la disattivazione degli Arizona Coyotes e le decisioni prese dalla lega nell'aprile 2024, tutte le scelte spettanti a quest'ultima franchigia sono state trasferite in blocco alla nuova squadra dello Utah Hockey Club. Per la prima volta nella loro storia, i San Jose Sharks avevano a loro disposizione la 1ª scelta assoluta. I primi tre giocatori scelti sono stati Macklin Celebrini (San Jose Sharks), Artyom Levshunov (Chicago Blackhawks) e Beckett Sennecke (Anaheim Ducks).

## Eleggibilità
Per questa edizione del draft potevano essere selezionati giocatori delle seguenti categorie:
- giocatori di qualsiasi nazionalità nati tra il 1° gennaio 2004 e il 15 settembre 2006;
- giocatori undrafted stranieri (ad esclusioni di quelli nati in Canada e negli Stati Uniti) nati nel 2003;
- giocatori di qualsiasi nazionalità selezionati nel Draft 2022 ma che non avevano ancora firmato con alcuna squadra NHL e nati dopo il 30 giugno 2004.

## Sorteggio
Dalla stagione 2012-2013, la NHL ha modificato il regolamento del Draft NHL consentendo a tutte le squadre non qualificate ai playoff di partecipare alla lottery, con un sistema che attribuisce una probabilità diversificata alle diverse squadre per poter ottenere una miglior posizione nell'ordine di scelta. A partire dalla stagione 2014-2015, la NHL ha migliorato il sistema di attribuzione delle probabilità utilizzato nelle edizioni precedenti, attribuendo una probabilità minore alle 4 squadre con il peggior record nella stagione precedente ed aumentandole alle restanti squadre non qualificate ai playoff. Con la nuova modifica regolamentare introdotta prima della stagione 2021-2022 che ha ridotto il numero dei sorteggi, il Draft consiste da quella stagione in due sorteggi (invece dei tre precedenti). Inoltre, dal Draft 2022, le squadre che vincono una delle due lottery hanno la possibilità di scalare fino a 10 posizioni nell'ordine di scelta, mentre quella che viene estratta per prima in tutte e due può migliorare la sua posizione nel draft order soltanto due volte nel giro di 5 stagioni.
Il 7 maggio 2024 le due lottery hanno visto l'estrazione dei San Jose Sharks e dei Chicago Blackhawks. Per la prima volta dal Draft 2010 non vi sono stati cambiamenti nell'ordine di scelta dopo il risultato della lottery. Nonostante i Blackhawks abbiamo ottenuto la 1° scelta assoluta nel Draft 2023 e la 2° scelta assoluta nel 2024, quest'ultima non ha migliorato la sua posizione di partenza prima della lottery e la squadra potrà comunque partecipare al sorteggio per la 1° posizione nel Draft 2025.
| Squadra che ha vinto la 1° scelta assoluta |
| Squadra che ha vinto la 2° scelta assoluta |
| Squadre non estratte nelle due lottery     |

| Squadra      | 1ª    | 2ª    | 3ª    | 4ª    | 5ª    | 6ª    | 7ª    | 8ª    | 9ª    | 10ª   | 11ª   | 12ª   | 13ª   | 14ª   | 15ª   | 16ª   |
| ------------ | ----- | ----- | ----- | ----- | ----- | ----- | ----- | ----- | ----- | ----- | ----- | ----- | ----- | ----- | ----- | ----- |
| Sharks       | 25.5% | 18.8% | 55.7% |       |       |       |       |       |       |       |       |       |       |       |       |       |
| Blackhawks   | 13.5% | 14.1% | 30.7% | 41.7% |       |       |       |       |       |       |       |       |       |       |       |       |
| Ducks        | 11.5% | 11.2% | 7.8%  | 39.7% | 29.8% |       |       |       |       |       |       |       |       |       |       |       |
| Blue Jackets | 9.5%  | 9.5%  | 0.3%  | 15.4% | 44.6% | 20.8% |       |       |       |       |       |       |       |       |       |       |
| Canadiens    | 8.5%  | 8.6%  | 0.3%  |       | 24.5% | 44.0% | 14.2% |       |       |       |       |       |       |       |       |       |
| Utah HC      | 7.5%  | 7.7%  | 0.2%  |       |       | 34.1% | 41.4% | 9.1%  |       |       |       |       |       |       |       |       |
| Senators     | 6.5%  | 6.7%  | 0.2%  |       |       |       | 44.4% | 36.5% | 5.6%  |       |       |       |       |       |       |       |
| Kraken       | 6.0%  | 6.2%  | 0.2%  |       |       |       |       | 54.4% | 30.0% | 3.2%  |       |       |       |       |       |       |
| Flames       | 5.0%  | 5.2%  | 0.2%  |       |       |       |       |       | 64.4% | 23.5% | 1.7%  |       |       |       |       |       |
| Devils       | 3.5%  | 3.7%  | 0.1%  |       |       |       |       |       |       | 73.3% | 18.4% | 0.9%  |       |       |       |       |
| Sabres       | 3.0%  | 3.2%  | 0.1%  |       |       |       |       |       |       |       | 79.9% | 13.4% | 0.5%  |       |       |       |
| Flyers       |       | 5.3%  |       |       |       |       |       |       |       |       |       | 85.7% | 8.9%  | 0.2%  |       |       |
| Wild         |       |       | 4.3%  |       |       |       |       |       |       |       |       |       | 90.7% | 5.1%  | >0.0% |       |
| Penguins     |       |       |       | 3.1%  |       |       |       |       |       |       |       |       |       | 94.7% | 2.1%  | >0.0% |
| Red Wings    |       |       |       |       | 1.1%  |       |       |       |       |       |       |       |       |       | 97.9% | 1.1%  |
| Blues        |       |       |       |       |       | 1.0%  |       |       |       |       |       |       |       |       |       | 98.9% |

## Migliori prospetti
Prima del Draft 2024, il Central Scouting Bureau della NHL ha pubblicato il seguente ranking dei migliori prospetti.
Legenda delle posizioni

F = Attaccante   RW = Ala destra   LW = Ala sinistra   C = Centro   D = Difensore   G = Portiere
| Posizione | Dai campionati nordamericani | Dai campionati europei        |
| --------- | ---------------------------- | ----------------------------- |
| 1         | Macklin Celebrini (C)        | Anton Silayev (C)             |
| 2         | Artyom Levshunov (D)         | Ivan Demidov (LW)             |
| 3         | Cayden Lindstrom (C)         | Konsta Helenius (C)           |
| 4         | Zeev Buium (D)               | Adam Jiříček (D)              |
| 5         | Zayne Parekh (D)             | Michael Brandsegg-Nygård (RW) |
| 6         | Trevor Connelly (D)          | Emil Hemming (RW)             |
| 7         | Sam Dickinson (D)            | Leo Sahlin Wallenius (D)      |
| 8         | Berkly Catton (C)            | Aron Kiviharju (D)            |
| 9         | Tij Iginla (C)               | Igor Chernyshov (LW)          |
| 10        | Michael Hage (C)             | Linus Eriksson (C)            |

| Posizione | Portieri nordamericani | Portieri europei |
| --------- | ---------------------- | ---------------- |
| 1         | Mikhail Yegorov        | Eemil Vinni      |
| 2         | Carter George          | Ilya Nabokov     |
| 3         | Lukáš Matěcha          | Kim Saarinen     |

## Turni
Legenda delle posizioni

F = Attaccante   RW = Ala destra   LW = Ala sinistra   C = Centro   D = Difensore   G = Portiere

### First round
| #  | Giocatore                | Ruolo | Nazionalità | Squadra NHL                                         | Squadra di provenienza           |
| -- | ------------------------ | ----- | ----------- | --------------------------------------------------- | -------------------------------- |
| 1  | Macklin Celebrini        | C     | Canada      | San Jose Sharks                                     | Boston U. Terriers (Hockey East) |
| 2  | Artyom Levshunov         | D     | Bielorussia | Chicago Blackhawks                                  | Michigan St. Spartans (Big Ten)  |
| 3  | Beckett Sennecke         | RW    | Canada      | Anaheim Ducks                                       | Oshawa Generals (OHL)            |
| 4  | Cayden Lindstrom         | C     | Canada      | Columbus Blue Jackets                               | Medicine Hat Tigers (WHL)        |
| 5  | Ivan Demidov             | RW    | Russia      | Montreal Canadiens                                  | SKA-1946 (MHL)                   |
| 6  | Tij Iginla               | C     | Canada      | Utah Hockey Club                                    | Kelowna Rockets (WHL)            |
| 7  | Carter Yakemchuk         | D     | Canada      | Ottawa Senators                                     | Calgary Hitmen (WHL)             |
| 8  | Berkly Catton            | C     | Canada      | Seattle Kraken                                      | Spokane Chiefs (WHL)             |
| 9  | Zayne Parekh             | D     | Canada      | Calgary Flames                                      | Saginaw Spirit (WHL)             |
| 10 | Anton Silayev            | D     | Russia      | New Jersey Devils                                   | Torpedo N. Novg. (KHL)           |
| 11 | Sam Dickinson            | D     | Canada      | San Jose Sharks (dai Sabres)                        | London Knights (OHL)             |
| 12 | Zeev Buium               | D     | Stati Uniti | Minnesota Wild (dai Flyers)                         | Denver Pioneers (NCHC)           |
| 13 | Jett Luchanko            | C     | Canada      | Philadelphia Flyers (dai Wild)                      | Guelph Storm (OHL)               |
| 14 | Konsta Helenius          | C     | Finlandia   | Buffalo Sabres (dai Penguins via Sharks)            | Mikkelin Jukurit (Liiga)         |
| 15 | Michael Brandsegg-Nygård | RW    | Norvegia    | Detroit Red Wings                                   | Mora (Allsvenskan)               |
| 16 | Adam Jiricek             | D     | Rep. Ceca   | St. Louis Blues                                     | Plzeň 1929 (Extraliga)           |
| 17 | Terik Parascak           | RW    | Canada      | Washington Capitals                                 | Prince George Cougars (WHL)      |
| 18 | Sacha Boisvert           | C     | Canada      | Chicago Blackhawks (dagli Islanders)                | Muskegon Lumberjacks (USHL)      |
| 19 | Trevor Connelly          | LW    | Stati Uniti | Vegas Golden Knights                                | Tri-City Storm (USHL)            |
| 20 | Cole Eiserman            | LW    | Stati Uniti | New York Islanders (dai Lightning via Blackhawks)   | U.S. NTDP (USHL)                 |
| 21 | Michael Hage             | C     | Canada      | Montreal Canadiens (dai Kings)                      | Chicago Steel (USHL)             |
| 22 | Egor Surin               | C     | Russia      | Nashville Predators                                 | MHC Loko (MHL)                   |
| 23 | Stian Solberg            | D     | Norvegia    | Anaheim Ducks (dai Maple Leafs)                     | Vålerenga (EliteHockey Ligaen)   |
| 24 | Cole Beaudoin            | C     | Canada      | Utah Hockey Club (dagli Avalanche)                  | Barrie Colts (OHL)               |
| 25 | Dean Letourneau          | C     | Canada      | Boston Bruins (dai Bruins via Red Wings e Senators) | St. Andrew's Saints (CISAA)      |
| 26 | Liam Greentree           | RW    | Canada      | Los Angeles Kings (dai Jets via Canadiens)          | Windsor Spitfires (OHL)          |
| 27 | Marek Vanacker           | LW    | Canada      | Chicago Blackhawks (dagli Hurricanes)               | Brantford Bulldogs (OHL)         |
| 28 | Matvei Gridin            | RW    | Russia      | Calgary Flames (dai Canucks)                        | Muskegon Lumberjacks (USHL)      |
| 29 | Emil Hemming             | RW    | Finlandia   | Dallas Stars                                        | TPS (Liiga)                      |
| 30 | E.J. Emery               | D     | Canada      | New York Rangers                                    | U.S. NTDP (USHL)                 |
| 31 | Ben Danford              | D     | Canada      | Toronto Maple Leafs (dagli Oilers via Ducks)        | Oshawa Generals (OHL)            |
| 32 | Sam O'Reilly             | RW    | Canada      | Edmonton Oilers (dai Panthers via Flyers)           | London Knights (OHL)             |

### Second round
| #  | Giocatore            | Ruolo | Nazionalità | Squadra NHL                                               | Squadra di provenienza       |
| -- | -------------------- | ----- | ----------- | --------------------------------------------------------- | ---------------------------- |
| 33 | Igor Chernyshov      | LW    | Russia      | San Jose Sharks                                           | Dinamo Mosca (KHL)           |
| 34 | Dominik Badinka      | D     | Rep. Ceca   | Carolina Hurricanes (dai Blackhawks)                      | Malmö (SHL)                  |
| 35 | Lucas Pettersson     | C     | Svezia      | Anaheim Ducks                                             | MODO (J20 Nationell)         |
| 36 | Charlie Elick        | D     | Canada      | Columbus Blue Jackets                                     | Brandon Wheat Kings (WHL)    |
| 37 | Alfons Freij         | D     | Svezia      | Winnipeg Jets (dai Canadiens via Utah HC e Kings)         | Växjö Lakers (J20 Nationell) |
| 38 | Ilya Nabokov         | G     | Russia      | Colorado Avalanche (dallo Utah HC)                        | Magnitogorsk (KHL)           |
| 39 | Gabriel Eliasson     | D     | Svezia      | Ottawa Senators                                           | HV71 (J20 Nationell)         |
| 40 | Julius Miettinen     | C     | Finlandia   | Seattle Kraken                                            | Everett Silvertips (WHL)     |
| 41 | Andrew Basha         | LW    | Canada      | Calgary Flames                                            | Medicine Hat Tigers (WHL)    |
| 42 | Adam Kleber          | D     | Stati Uniti | Buffalo Sabres (dai Devils via Sharks)                    | Lincoln Stars (USHL)         |
| 43 | Cole Hutson          | D     | Stati Uniti | Washington Capitals (dai Sabres)                          | U.S. NTDP (USHL)             |
| 44 | Harrison Brunicke    | D     | Canada      | Pittsburgh Penguins (dai Flyers via Hurricanes)           | Kamloops Blazers (WHL)       |
| 45 | Ryder Ritchie        | RW    | Canada      | Minnesota Wild                                            | Prince Albert Raiders (WHL)  |
| 46 | Tanner Howe          | LW    | Canada      | Pittsburgh Penguins                                       | Regina Pats (WHL)            |
| 47 | Max Plante           | LW    | Stati Uniti | Detroit Red Wings                                         | U.S. NTDP (USHL)             |
| 48 | Colin Ralph          | D     | Stati Uniti | St. Louis Blues                                           | Shattuck-St. Mary's (USHS)   |
| 49 | Mikhail Yegorov      | G     | Russia      | New Jersey Devils (dai Capitals via Senators e Utah HC)   | Omaha Lancers (USHL)         |
| 50 | Nikita Artamonov     | LW    | Russia      | Carolina Hurricanes (dagli Islanders via Blackhawks)      | Torpedo N. Novg. (KHL)       |
| 51 | Jack Berglund        | C/LW  | Svezia      | Philadelphia Flyers (compensatory pick)                   | Färjestad (J20 Nationell)    |
| 52 | Leon Muggli          | D     | Svizzera    | Washington Capitals (dai Golden Knights)                  | Zugo (National League)       |
| 53 | Leo Sahlin Wallenius | D     | Svezia      | San Jose Sharks (dai Lightning via Predators e Red Wings) | Växjö Lakers (J20 Nationell) |
| 54 | Jesse Pulkkinen      | D     | Finlandia   | New York Islanders (dai Kings via Flyers e Blackhawks)    | JYP (Liiga)                  |
| 55 | Teddy Stiga          | C     | Stati Uniti | Nashville Predators                                       | U.S. NTDP (USHL)             |
| 56 | Lukas Fischer        | D     | Stati Uniti | St. Louis Blues (dai Maple Leafs)                         | Sarnia Sting (OHL)           |
| 57 | Carter George        | G     | Canada      | Los Angeles Kings (dagli Avalanche via Canadiens)         | Owen Sound Attack (OHL)      |
| 58 | Linus Eriksson       | C     | Svezia      | Florida Panthers (dai Bruins via Ducks e Maple Leafs)     | Djurgården (Allsvenskan)     |
| 59 | Spencer Gill         | D     | Canada      | Philadelphia Flyers (dai Jets via Predators)              | Rimouski Océanic (QMJHL)     |
| 60 | Evan Gardner         | G     | Canada      | Columbus Blue Jackets (dagli Hurricanes)                  | Saskatoon Blades (WHL)       |
| 61 | Kamil Bednarik       | C     | Stati Uniti | New York Islanders (dai Canucks via Blackhawks)           | U.S. NTDP (USHL)             |
| 62 | Jacob Battaglia      | RW    | Canada      | Calgary Flames (dagli Stars)                              | Kingston Frontenacs (OHL)    |
| 63 | Nathan Villeneuve    | C     | Canada      | Seattle Kraken (dai Rangers)                              | Sudbury Wolves (OHL)         |
| 64 | Eemil Vinni          | G     | Finlandia   | Edmonton Oilers                                           | Jokipojat (Mestis)           |
| 65 | Will Skahan          | D     | Stati Uniti | Utah Hockey Club (dai Panthers)                           | U.S. NTDP (USHL)             |

### Third Round
| #  | Giocatore          | Ruolo | Nazionalità | Squadra NHL                                                       | Squadra di provenienza        |
| -- | ------------------ | ----- | ----------- | ----------------------------------------------------------------- | ----------------------------- |
| 66 | Maxim Massé        | RW    | Canada      | Anaheim Ducks (dagli Sharks)                                      | Chicoutimi Saguenéens (QMJHL) |
| 67 | John Mustard       | LW    | Canada      | Chicago Blackhawks                                                | Waterloo Black Hawks (USHL)   |
| 68 | Ethan Procyszyn    | C     | Canada      | Anaheim Ducks                                                     | North Bay Battalion (OHL)     |
| 69 | Noel Fransén       | D     | Svezia      | Carolina Hurricanes (dai Blue Jackets)                            | Färjestad (J20 Nationell)     |
| 70 | Aatos Koivu        | C     | Finlandia   | Montreal Canadiens                                                | TPS (U20 SM-sarja)            |
| 71 | Brodie Ziemer      | RW    | Stati Uniti | Buffalo Sabres (dallo Utah HC via Avalanche)                      | U.S. NTDP (USHL)              |
| 72 | A.J. Spellacy      | RW    | Stati Uniti | Chicago Blackhawks (dai Senators)                                 | Windsor Spitfires (OHL)       |
| 73 | Alexis Bernier     | D     | Canada      | Seattle Kraken                                                    | Baie-Comeau Drakkar (QMJHL)   |
| 74 | Henry Mews         | D     | Canada      | Calgary Flames                                                    | Ottawa 67's (OHL)             |
| 75 | Ilya Protas        | LW    | Bielorussia | Washington Capitals (dai Devils)                                  | Des Moines Buccaneers (USHL)  |
| 76 | William Zellers    | C     | Stati Uniti | Colorado Avalanche (dai Sabres)                                   | Shattuck-St. Mary's (USHS)    |
| 77 | Viggo Gustafsson   | D     | Svezia      | Nashville Predators (dai Flyers)                                  | HV71 (J20 Nationell)          |
| 78 | Logan Sawyer       | LW    | Canada      | Montreal Canadiens (dai Wild via Capitals)                        | Brooks Bandits (AJHL)         |
| 79 | Tarin Smith        | D     | Canada      | Anaheim Ducks (dai Penguins)                                      | Calgary Hitmen (WHL)          |
| 80 | Ondřej Becher      | C     | Rep. Ceca   | Detroit Red Wings                                                 | Prince George Cougars (WHL)   |
| 81 | Ondřej Kos         | RW    | Rep. Ceca   | St. Louis Blues                                                   | Ilves (U20 SM-sarja)          |
| 82 | Carson Wetsch      | RW    | Canada      | San Jose Sharks (dai Capitals via Devils)                         | Calgary Hitmen (WHL)          |
| 83 | Pavel Moysevich    | G     | Bielorussia | Vegas Golden Knights (dagli Islanders via Maple Leafs e Capitals) | SKA Pietroburgo (KHL)         |
| 84 | Kirill Zarubin     | G     | Russia      | Calgary Flames (dai Golden Knights via Penguins e Golden Knights) | AKM Tula (SHL)                |
| 85 | Kasper Pikkarainen | RW    | Finlandia   | New Jersey Devils (dai Lightning via Sharks)                      | TPS (U20 SM-sarja)            |
| 86 | Luca Marrelli      | D     | Canada      | Columbus Blue Jackets (dai Kings)                                 | Oshawa Generals (OHL)         |
| 87 | Miguel Marques     | RW    | Canada      | Nashville Predators                                               | Lethbridge Hurricanes (WHL)   |
| 88 | Kim Saarinen       | G     | Finlandia   | Seattle Kraken (dai Maple Leafs)                                  | HPK (U20 SM-sarja)            |
| 89 | Tomas Lavoie       | D     | Canada      | Utah Hockey Club (dagli Avalanche)                                | Cape Breton Eagles (QMJHL)    |
| 90 | Eriks Mateiko      | RW/LW | Lettonia    | Washington Capitals (dai Bruins)                                  | Saint John Sea Dogs (QMJHL)   |
| 91 | Herman Traff       | LW    | Svezia      | New Jersey Devils (dai Jets)                                      | HV71 (J20 Nationell)          |
| 92 | Jack Pridham       | RW    | Canada      | Chicago Blackhawks (dagli Hurricanes)                             | West Kelowna Warriors (BCHL)  |
| 93 | Melvin Fernström   | RW    | Svezia      | Vancouver Canucks                                                 | Örebro (J20 Nationell)        |
| 94 | Hiroki Gojsic      | RW    | Canada      | Nashville Predators (dagli Stars)                                 | Kelowna Rockets (WHL)         |
| 95 | Adam Jecho         | C     | Rep. Ceca   | St. Louis Blues (dai Rangers)                                     | Edmonton Oil Kings (WHL)      |
| 96 | Veeti Väisänen     | D     | Finlandia   | Utah Hockey Club (dagli Oilers)                                   | KooKoo (Liiga)                |
| 97 | Matvei Shuravin    | D     | Russia      | Florida Panthers                                                  | Krasnaya Armiya (MHL)         |

### Fourth Round
| #   | Giocatore           | Ruolo | Nazionalità | Squadra NHL                                           | Squadra di provenienza           |
| --- | ------------------- | ----- | ----------- | ----------------------------------------------------- | -------------------------------- |
| 98  | Gregor Biber        | D     | Austria     | Utah Hockey Club (dagli Sharks)                       | Rögle (J20 Nationell)            |
| 99  | Jacub Milota        | G     | Rep. Ceca   | Nashville Predators (dai Blackhawks via Lightning)    | Cape Breton Eagles (QMJHL)       |
| 100 | Alexandre Blais     | LW    | Canada      | Anaheim Ducks                                         | Rimouski Océanic (QMJHL)         |
| 101 | Tanner Henricks     | D     | Stati Uniti | Columbus Blue Jackets                                 | Lincoln Stars (USHL)             |
| 102 | Owen Protz          | D     | Canada      | Montreal Canadiens                                    | Brantford Bulldogs (OHL)         |
| 103 | Gabe Smith          | C     | Canada      | Utah Hockey Club                                      | Moncton Wildcats (QMJHL)         |
| 104 | Lucas Ellinas       | C     | Canada      | Ottawa Senators                                       | Kitchener Rangers (OHL)          |
| 105 | Ollie Josephson     | C     | Canada      | Seattle Kraken                                        | Red Deer Rebels (WHL)            |
| 106 | Trevor Hoskin       | C     | Canada      | Calgary Flames                                        | Cobourg Cougars (OJHL)           |
| 107 | Heikki Ruohonen     | C     | Finlandia   | Philadelphia Flyers (dai Devils via Canucks e Flames) | Kiekko-Espoo (U20 SM-sarja)      |
| 108 | Luke Osburn         | LW    | Stati Uniti | Buffalo Sabres                                        | Youngstown Phantoms (USHL)       |
| 109 | Kevin He            | LW    | Cina        | Winnipeg Jets (dai Flyers via Sabres)                 | Niagara IceDogs (OHL)            |
| 110 | Elliott Groenewold  | D     | Stati Uniti | Boston Bruins (dai Wild)                              | Cedar Rapids RoughRiders (USHL)  |
| 111 | Chase Pietila       | D     | Stati Uniti | Pittsburgh Penguins                                   | Michigan Tech Huskies (CCHA)     |
| 112 | Javon Moore         | LW    | Stati Uniti | Ottawa Senators (dai Red Wings)                       | Minnetonka High School (USHS)    |
| 113 | Tomas Mrsic         | C     | Canada      | St. Louis Blues                                       | Medicine Hat Tigers (WHL)        |
| 114 | Nicholas Kempf      | G     | Stati Uniti | Washington Capitals                                   | U.S. NTDP (USHL)                 |
| 115 | Dmitry Gamzin       | G     | Russia      | New York Islanders                                    | Zvezda Mosca (VHL)               |
| 116 | Christian Kirsch    | G     | Svizzera    | San Jose Sharks (dai Golden Knights)                  | Zugo (National League)           |
| 117 | Blake Montgomery    | LW    | Stati Uniti | Ottawa Senators (dai Lightning)                       | Lincoln Stars (USHL)             |
| 118 | Jan Goličič         | D     | Slovenia    | Tampa Bay Lightning (dai Kings)                       | Gatineau Olympiques (QMJHL)      |
| 119 | Raoul Boilard       | C     | Canada      | New York Rangers (dai Predators)                      | Baie-Comeau Drakkar (QMJHL)      |
| 120 | Victor Johansson    | D     | Svezia      | Toronto Maple Leafs                                   | Leksand (J20 Nationell)          |
| 121 | Jake Fisher         | C     | Stati Uniti | Colorado Avalanche                                    | Fargo Force (USHL)               |
| 122 | Aron Kiviharju      | D     | Finlandia   | Minnesota Wild (dai Bruins)                           | HIFK (Liiga)                     |
| 123 | Simon-Pier Brunet   | D     | Canada      | Buffalo Sabres (dai Jets)                             | Drummondville Voltigeurs (QMJHL) |
| 124 | Alexander Siryatsky | D     | Russia      | Carolina Hurricanes                                   | Stalnye Lisy (MHL)               |
| 125 | Riley Patterson     | C     | Canada      | Vancouver Canucks                                     | Barrie Colts (OHL)               |
| 126 | Landon Miller       | G     | Canada      | Detroit Red Wings (dagli Stars)                       | S.S. Marie Greyhounds (OHL)      |
| 127 | Victor Nörringer    | LW    | Svezia      | Nashville Predators (dai Rangers)                     | Frölunda (J20 Nationell)         |
| 128 | Hagen Burrows       | C     | Stati Uniti | Tampa Bay Lightning (dagli Oilers via Predators)      | Minnetonka High School (USHS)    |
| 129 | Simon Zether        | C     | Svezia      | Florida Panthers                                      | Rögle (J20 Nationell)            |

### Fifth Round
| #   | Giocatore             | Ruolo | Nazionalità | Squadra NHL                                            | Squadra di provenienza         |
| --- | --------------------- | ----- | ----------- | ------------------------------------------------------ | ------------------------------ |
| 130 | Tyler Thorpe          | LW    | Canada      | Montreal Canadiens (dagli Sharks)                      | Vancouver Giants (WHL)         |
| 131 | Colton Roberts        | D     | Canada      | San Jose Sharks (dai Blackhawks via Canucks e Flames)  | Vancouver Giants (WHL)         |
| 132 | Louka Cloutier        | G     | Canada      | Colorado Avalanche (dagli Anaheim Ducks)               | Chicago Steel (USHL)           |
| 133 | Oskar Vuollet         | C     | Svezia      | Carolina Hurricanes (dai Blue Jackets)                 | Skellefteå AIK (J20 Nationell) |
| 134 | Mikus Vecvanags       | G     | Lettonia    | Montreal Canadiens                                     | Dinamo Riga (OHL Latvia)       |
| 135 | Owen Allard           | C     | Canada      | Utah Hockey Club                                       | S.S. Marie Greyhounds (OHL)    |
| 136 | Eerik Wallenius       | D     | Finlandia   | Ottawa Senators                                        | HPK (Liiga)                    |
| 137 | Ivan Yunin            | G     | Russia      | Colorado Avalanche (dai Kraken)                        | Omskie Jastreby (MHL)          |
| 138 | Joel Svensson         | LW    | Svezia      | Chicago Blackhawks (dai Flames)                        | Växjö Lakers (J20 Nationell)   |
| 139 | Max Graham            | C     | Canada      | New Jersey Devils                                      | Kelowna Rockets (WHL)          |
| 140 | Sebastian Soini       | D     | Finlandia   | Minnesota Wild (dai Sabres)                            | Ilves (U20 SM-sarja)           |
| 141 | Clarke Caswell        | LW    | Canada      | Seattle Kraken (dai Flyers via Panthers)               | Swift Current Broncos (WHL)    |
| 142 | Chase Wutzke          | G     | Canada      | Minnesota Wild                                         | Red Deer Rebels (WHL)          |
| 143 | Nate Misskey          | D     | Canada      | San Jose Sharks (dai Penguins)                         | Victoria Royals (WHL)          |
| 144 | John Whipple          | D     | Stati Uniti | Detroit Red Wings                                      | U.S. NTDP (USHL)               |
| 145 | William McIsaac       | D     | Canada      | St. Louis Blues                                        | Spokane Chiefs (WHL)           |
| 146 | Veeti Louhivaara      | G     | Finlandia   | New Jersey Devils (dai Capitals)                       | JYP (U20 SM-sarja)             |
| 147 | Marcus Gidlöf         | G     | Svezia      | New York Islanders                                     | Leksand (J20 Nationell)        |
| 148 | Noah Powell           | LW    | Stati Uniti | Philadelphia Flyers (dai Golden Knights)               | Dubuque Fighting Saints (USHL) |
| 149 | Joona Saarelainen     | C     | Finlandia   | Tampa Bay Lightning                                    | KalPa (U20 SM-sarja)           |
| 150 | Luke Misa             | C     | Canada      | Calgary Flames (dai Kings via Flyers)                  | Mississauga Steelheads (OHL)   |
| 151 | Miroslav Holinka      | C     | Rep. Ceca   | Toronto Maple Leafs (dai Predators via Blackhawks)     | Oceláři Trinec (Czech U20)     |
| 152 | Alexander Plesovskikh | LW    | Russia      | Toronto Maple Leafs                                    | Mamonty Jugry (MHL)            |
| 153 | Aleš Čech             | D     | Rep. Ceca   | Utah Hockey Club (dagli Avalanche via Sharks e Devils) | BK Mladá Boleslav (Extraliga)  |
| 154 | Jonathan Morello      | C     | Canada      | Boston Bruins                                          | St. Michael's Buzzers (OJHL)   |
| 155 | Markus Loponen        | C     | Finlandia   | Winnipeg Jets                                          | Oulun Kärpät (U20 SM-sarja)    |
| 156 | Justin Poirier        | RW    | Canada      | Carolina Hurricanes                                    | Baie-Comeau Drakkar (QMJHL)    |
| 157 | Timofei Obvintsev     | G     | Russia      | Toronto Maple Leafs (dai Canucks)                      | Krasnaya Armiya (MHL)          |
| 158 | Niilopekka Muhonen    | D     | Finlandia   | Dallas Stars                                           | KalPa (U20 SM-sarja)           |
| 159 | Nathan Aspinall       | LW    | Canada      | New York Rangers                                       | Flint Firebirds (OHL)          |
| 160 | Connor Clattenburg    | LW    | Canada      | Edmonton Oilers                                        | Flint Firebirds (OHL)          |
| 161 | Maxmilian Curran      | C     | Rep. Ceca   | Colorado Avalanche (dai Panthers via Sabres)           | Tri-City Americans (WHL)       |

### Sixth Round
| #   | Giocatore         | Ruolo | Nazionalità | Squadra NHL                                  | Squadra di provenienza          |
| --- | ----------------- | ----- | ----------- | -------------------------------------------- | ------------------------------- |
| 162 | Anthony Romani    | RW    | Canada      | Vancouver Canucks (dagli Sharks)             | North Bay Battalion (OHL)       |
| 163 | Ty Henry          | D     | Canada      | Chicago Blackhawks                           | Erie Otters (OHL)               |
| 164 | Jared Woolley     | D     | Canada      | Los Angeles Kings (dai Ducks)                | London Knights (OHL)            |
| 165 | Luke Ashton       | D     | Canada      | Columbus Blue Jackets                        | Langley Rivermen (BCHL)         |
| 166 | Ben Merrill       | C     | Stati Uniti | Montreal Canadiens                           | Saint Sebastian's School (USHS) |
| 167 | Vojtěch Hradec    | C     | Rep. Ceca   | Utah Hockey Club                             | BK Mladá Boleslav (Extraliga)   |
| 168 | Timur Kol         | D     | Russia      | Carolina Hurricanes (dai Senators)           | Omskie Jastreby (MHL)           |
| 169 | Stepan Gorbunov   | C     | Russia      | Florida Panthers (dai Kraken)                | Belye Medvedi (MHL)             |
| 170 | Hunter Laing      | C     | Canada      | Calgary Flames                               | Prince George Cougars (WHL)     |
| 171 | Matyáš Melovský   | C     | Rep. Ceca   | New Jersey Devils                            | Baie-Comeau Drakkar (QMJHL)     |
| 172 | Patrick Geary     | D     | Stati Uniti | Buffalo Sabres                               | Michigan St. Spartans (Big Ten) |
| 173 | Ilya Pautov       | RW    | Russia      | Philadelphia Flyers                          | Krasnaya Armiya (MHL)           |
| 174 | Stevie Leskovar   | D     | Canada      | Minnesota Wild                               | Mississauga Steelheads (OHL)    |
| 175 | Joona Vaisanen    | D     | Finlandia   | Pittsburgh Penguins                          | Dubuque Fighting Saints (USHL)  |
| 176 | Charlie Forslund  | LW    | Svezia      | Detroit Red Wings                            | Falu IF (Hockeyettan)           |
| 177 | Eric Jamieson     | D     | Canada      | Calgary Flames (dai Blues via Flyers)        | Everett Silvertips (WHL)        |
| 178 | Petr Sýkora       | C     | Rep. Ceca   | Washington Capitals                          | Oceláři Trinec (Czech U20)      |
| 179 | Xavier Veilleux   | D     | Canada      | New York Islanders                           | Muskegon Lumberjacks (USHL)     |
| 180 | Trent Swick       | LW    | Canada      | Vegas Golden Knights                         | Kitchener Rangers (OHL)         |
| 181 | Kaden Pitre       | C     | Canada      | Tampa Bay Lightning                          | Flint Firebirds (OHL)           |
| 182 | Austin Burnevik   | RW    | Stati Uniti | Anaheim Ducks (dai Kings)                    | Madison Capitols (USHL)         |
| 183 | Albin Sundin      | D     | Svezia      | Edmonton Oilers (dai Predators)              | Frölunda (J20 Nationell)        |
| 184 | Roman Shokhrin    | D     | Russia      | Carolina Hurricanes (dai Maple Leafs)        | MHC Loko (MHL)                  |
| 185 | Tony Pitner       | D     | Stati Uniti | Colorado Avalanche                           | Youngstown Phantoms (USHL)      |
| 186 | Loke Johansson    | D     | Svezia      | Boston Bruins                                | AIK (J20 Nationell)             |
| 187 | Kieron Walton     | C     | Canada      | Winnipeg Jets                                | Sudbury Wolves (OHL)            |
| 188 | Fyodor Avramov    | LW    | Russia      | Carolina Hurricanes                          | Kapitan Stupino (MHL)           |
| 189 | Parker Alcos      | D     | Canada      | Vancouver Canucks                            | Edmonton Oil Kings (WHL)        |
| 190 | Ludvig Lafton     | D     | Norvegia    | Utah Hockey Club (dagli Stars via Predators) | Färjestad (J20 Nationell)       |
| 191 | Rico Gredig       | LW    | Svizzera    | New York Rangers                             | Davos (National League)         |
| 192 | Dalyn Wakely      | C     | Canada      | Edmonton Oilers                              | North Bay Centennials (OHL)     |
| 193 | Hunter St. Martin | LW    | Canada      | Florida Panthers                             | Medicine Hat Tigers (WHL)       |

### Seventh Round
| #   | Giocatore            | Ruolo | Nazionalità | Squadra NHL                                   | Squadra di provenienza           |
| --- | -------------------- | ----- | ----------- | --------------------------------------------- | -------------------------------- |
| 194 | Yaroslav Korostelyov | G     | Russia      | San Jose Sharks                               | SKA-1946 (MHL)                   |
| 195 | Joe Connor           | LW    | Stati Uniti | Tampa Bay Lightning (dai Blackhawks)          | Muskegon Lumberjacks (USHL)      |
| 196 | William Nicholl      | C     | Canada      | Edmonton Oilers (dai Ducks)                   | London Knights (OHL)             |
| 197 | Lucas Van Vilet      | C     | Stati Uniti | Vegas Golden Knights (dai Blue Jackets)       | U.S. NTDP (USHL)                 |
| 198 | James Reeder         | RW    | Stati Uniti | Los Angeles Kings (dai Canadiens)             | Dubuque Fighting Saints (USHL)   |
| 199 | Noah Steen           | LW    | Norvegia    | Tampa Bay Lightning (dallo Utah HC)           | Mora (Allsvenskan)               |
| 200 | Matt Lahey           | D     | Canada      | Toronto Maple Leafs (dai Senators)            | Nanaimo Clippers (BCHL)          |
| 201 | Denis Gabdrakhmanov  | G     | Russia      | Florida Panthers (dai Kraken)                 | Tumenskij Legion (MHL)           |
| 202 | Jakub Fibigr         | D     | Rep. Ceca   | Seattle Kraken (dai Flames)                   | Mississauga Steelheads (OHL)     |
| 203 | Austin Baker         | LW    | Stati Uniti | Detroit Red Wings (dai Devils via Sharks)     | U.S. NTDP (USHL)                 |
| 204 | Vasili Zelenov       | RW    | Russia      | Buffalo Sabres                                | Red Bull Salisburgo (AlpsHL)     |
| 205 | Austin Moline        | D     | Stati Uniti | Philadelphia Flyers                           | Shattuck-St. Mary's (USHS)       |
| 206 | Harrison Meneghin    | G     | Canada      | Tampa Bay Lightning (dai Wild)                | Lethbridge Hurricanes (WHL)      |
| 207 | Mac Swanson          | LW    | Stati Uniti | Pittsburgh Penguins                           | Fargo Force (USHL)               |
| 208 | Fisher Scott         | D     | Stati Uniti | Detroit Red Wings                             | Dubuque Fighting Saints (USHL)   |
| 209 | Antoine Dorion       | C     | Canada      | St. Louis Blues                               | Québec Remparts (QMJHL)          |
| 210 | Makar Khanin         | RW    | Russia      | Montreal Canadiens (dai Capitals)             | Dinamo S. Pietroburgo (MHL)      |
| 211 | Matvei Korotky       | C     | Russia      | St. Louis Blues (dagli Islanders)             | SKA-1946 (MHL)                   |
| 212 | Miroslav Šatan Jr.   | C     | Slovacchia  | Washington Capitals (dai Golden Knights)      | Slovan Bratislava (Slovakia U20) |
| 213 | Erik Påhlsson        | C     | Svezia      | Nashville Predators (dai Lightning)           | Dubuque Fighting Saints (USHL)   |
| 214 | Darels Uljanskis     | D     | Lettonia    | Anaheim Ducks (dai Kings)                     | AIK (J20 Nationell)              |
| 215 | Christian Humphreys  | C     | Stati Uniti | Colorado Avalanche (dai Predators via Devils) | U.S. NTDP (USHL)                 |
| 216 | Sam McCue            | LW    | Canada      | Toronto Maple Leafs                           | Owen Sound Attack (OHL)          |
| 217 | Nikita Prishchepov   | C     | Russia      | Colorado Avalanche                            | Victoriaville Tigres (QMJHL)     |
| 218 | Bauer Berry          | D     | Stati Uniti | Edmonton Oilers (dai Bruins via Utah HC)      | Muskegon Lumberjacks (OHL)       |
| 219 | Ryerson Leenders     | G     | Canada      | Buffalo Sabres (dai Jets)                     | Mississauga Steelheads (OHL)     |
| 220 | Andrey Krutov        | LW    | Russia      | Carolina Hurricanes                           | Čajka Nižnij Novgorod (MHL)      |
| 221 | Basile Sansonnens    | D     | Svizzera    | Vancouver Canucks                             | Friburgo-Gottéron (U20-Elit)     |
| 222 | William Samuelsson   | C     | Svezia      | Dallas Stars                                  | Södertälje SK (J20 Nationell)    |
| 223 | Finn Harding         | D     | Canada      | Pittsburgh Penguins (dai Rangers)             | Mississauga Steelheads (OHL)     |
| 224 | Rasmus Bergqvist     | D     | Svezia      | Montreal Canadiens (dagli Oilers)             | Skellefteå AIK (J20 Nationell)   |
| 225 | Nathan Mayes         | D     | Canada      | Toronto Maple Leafs (dai Panthers)            | Spokane Chiefs (WHL)             |

## Scelte classificate per nazionalità
| Pos. | Paese        | Selezioni | Percentuale | Scelta più alta                         |
|      | Nord America | 127       | 56.4%       |                                         |
| ---- | ------------ | --------- | ----------- | --------------------------------------- |
| 1.   | Canada       | 89        | 39,6%       | Macklin Celebrini (1ª assoluta)         |
| 2.   | Stati Uniti  | 38        | 16.9%       | Zeev Buium (12ª assoluta)               |
|      | Eurasia      | 98        | 43.6%       |                                         |
| 3.   | Russia       | 27        | 12.0%       | Ivan Demidov (5ª assoluta)              |
| 4.   | Svezia       | 22        | 9.8%        | Lucas Pettersson (35ª assoluta)         |
| 5.   | Finlandia    | 18        | 8.0%        | Konsta Helenius (14ª assoluta)          |
| 6.   | Rep. Ceca    | 13        | 5.8%        | Adam Jiříček (16ª assoluta)             |
| 7.   | Norvegia     | 4         | 1.8%        | Michael Brandsegg-Nygård (15ª assoluta) |
| 7.   | Svizzera     | 4         | 1.8%        | Leon Muggli                             |
| 8.   | Bielorussia  | 3         | 1.3%        | Artyom Levshunov (2ª assoluta)          |
| 8.   | Lettonia     | 3         | 1.3%        | Eriks Mateiko (90ª assoluta)            |
| 9.   | Austria      | 1         | 0.4%        | Gregor Biber (98ª assoluta)             |
| 9.   | Cina         | 1         | 0.4%        | Kevin He (109ª assoluta)                |
| 9.   | Slovenia     | 1         | 0.4%        | Jan Goličič (118ª assoluta)             |
| 9.   | Slovacchia   | 1         | 0.4%        | Miroslav Satan (212ª assoluta)          |